# بيزافايبرات
بيزافايبرات أحد أدوية تخفيض الكوليسترول التي تنتمي إلى مجموعة الفايبرات.
تم تصنيعه أول مرة من قبل شركة بورنجر مانهايم (Boehringer Mannheim) عام 1977، وهذه الشركة حاليا ألغيت بعد أن صارت جزءً من شركة روش (Roche) الدوائية والتي ما زالت تقوم بإنتاجه تحت اسم اسم تجاري هو بيزاليب (Bezalip).
ويتوفر بجرعة (200ملغ) إضافة إلى جرعة (400ملغ) مديدة المفعول.

## طريقة عمل الدواء
بيزافايبرات كبقية الفايبرات يقوم بتفعيل مستلمات مولدات بيروكسيسوم الفعالة (PPAR-peroxisome proliferator-activated receptors) والتي تؤثر على أيض السكريات والدهنيات وتكوين النسيج الدهني.
فهو بالتحديد يؤثر على PPARα، لكن بعض الدراسات أيضا تقترح احتمالية أن يكون له أيضا مفعول على PPARγ و PPARδ.

## فعاليته الدوائية
- يخفض مستوى الكوليسترول.
- يخفض مستوى الدهون الثلاثية.
- يخفض مستوى اللايبوبروتين LDL.
- زيادة لمستوى اللايبوبروتين HDL.

## استخداماته
- أحد أدوية تخفيض الكوليسترول، فهو يؤثر على مستويات الدهون الثلاثية واللايبوبروتين LDL واللايبوبروتين HDL.
- يستخدم في حالات المتلازمة الأيضية.
- يؤخر ظهور أعراض مضاعفات داء السكري مثل مقاومة الإنسولين.
- قامت شركة جياكوندا (Giaconda) الأسترالية وهي شركة تقانة حيوية بتصنيع تركيب دوائي مكون من بيزافايبرات وحامض كينوديوكسيكوليك (Chenodeoxycholic acid) لاستخدامه كمضاد لالتهاب الكبد الفيروسي ج تحت اسم هيباكوندا (Hepaconda).